# Anti-Slavery International
A Anti-Slavery International, fundada como British and Foreign Anti-Slavery Society em 1839, é uma organização não governamental internacional, instituição de caridade registrada e grupo de defesa, com sede no Reino Unido. É a organização internacional de direitos humanos mais antiga do mundo e trabalha exclusivamente contra a escravidão e abusos relacionados.
Em 1909, a sociedade se fundiu com a Aborigines' Protection Society para formar a Anti-Slavery and Aborigines' Protection Society. Tornou-se a Anti-Slavery Society em julho de 1947, e de 1956 a 1990 foi nomeada a Anti-Slavery Society for the Protection of Human Rights. Em 1990 foi renomeado Anti-Slavery Society for the Protection of Human Rights, e em 1995 relançado como Anti-Slavery International. 
Deve suas origens ao elemento radical de uma organização mais antiga também comumente referida como a "Sociedade Anti-Escravidão", a Sociedade para a Mitigação e Abolição Gradual da Escravidão em Todos os Domínios Britânicos, que havia alcançado substancialmente a abolição da escravidão no Reino Unido e no Império em agosto de 1838.
A nova Sociedade Antiescravagista Britânica e Estrangeira foi criada para fazer campanha contra a prática da escravidão em outros países.